# Robin (serial animowany)
Robin – szwedzki serial animowany dla dorosłych autorstwa Magnusa Carlssona z 1996 roku.

## Opis fabuły
Serial został wyprodukowany w trzydziestu odcinkach, trwających po około trzy minuty. Fabuła Robina koncentruje wokół tytułowego bohatera – bezrobotnego Szweda, w wieku około dwudziestu lat, oraz jego najlepszego przyjaciela, czarnoskórego Benjamina. Obaj nie posiadają konkretnego pomysłu na życie, a ich ulubionym zajęciem jest picie alkoholu. Serial opisuje ich przygody w mieście, najczęściej dziejące się podczas pijatyk i imprez. Robin i Benjamin często spotykają na swojej drodze przykładowo fetyszystów, transwestytów, alkoholików, oszustów i niespodziewanie wplątują się w różne dziwne sytuacje z ich udziałem. Serial charakteryzuje się przeważnie brakiem logiki i czarnym humorem. Pierwszy odcinek, zatytułowany The Bums jest o tak zwanych „menelach” z pustostanu, gdzie główni bohaterowie chcą przeprowadzać próby swojego zespołu, natomiast ostatni (Shopping) o próbie wyrzucenia Robina z supermarketu przez kierownika.

## Lisa
Po Robinie Carlsson stworzył serial o podobnej animacji, zatytułowany Lisa. Tytułową bohaterką jest tam mała dziewczynka o imieniu Lisa. Podobnie jak Robin, ona również mieszka w blokach i opowiada wszystkie swoje przygody, jednak w przeciwieństwie do niego Lisa jest bardziej przeznaczona dla młodszych widzów. W Polsce Lisę nadawała nieistniejąca dziś stacja MiniMax.

## Paranoid Android
W 1997 roku, po obejrzeniu Robina na kanale Channel 4, członkowie brytyjskiego zespołu muzycznego Radiohead zaproponowali Magnusowi Carlssonowi, aby nakręcił teledysk do ich piosenki pod tytułem Paranoid Android z tytułowym Robinem w roli głównej. Carlsson przystał na tę propozycję i wpadł na oryginalny pomysł na wideo po zamknięciu się w swoim biurze i patrząc przez okno na most, słuchając przy tym wielokrotnie Paranoid Android. Sam teledysk do tego utworu jest stylistycznie i fabularnie zbliżony do serialu. Obfitują w nim różne nadprzyrodzone wydarzenia. Z postaci znanych z serialu, oprócz samego Robina, występują tam również Benjamin i Anioł. W teledysku przez chwilę widać animowanych członków zespołu, siedzących przy stole. Oprócz Radiohead Carlsson współpracował także z duetem muzycznym Daddy DJ. W 2006 Carlsson stworzył dla nich teledysk. Członkowie Daddy Dj podobnie jak w przypadku Radiohead byli fanami Robina.

## Spis odcinków
| Numer | Nazwa                  |
| ----- | ---------------------- |
| 1     | The Bums               |
| 2     | Drafted                |
| 3     | The Party              |
| 4     | Mime Artist            |
| 5     | The Frogman            |
| 6     | Plumbing               |
| 7     | The Crow               |
| 8     | Drug Demo              |
| 9     | The Fire               |
| 10    | Party with Chair       |
| 11    | Grannie                |
| 12    | The Dentist            |
| 13    | The Lonely Hearts Ad   |
| 14    | Plastic Surgery        |
| 15    | Snowboarding           |
| 16    | Harry at the Barber’s  |
| 17    | The Shaveonologist     |
| 18    | The Film Buff          |
| 19    | The Pinch              |
| 20    | The Record Company     |
| 21    | Down Under             |
| 22    | Mooning                |
| 23    | Harry the Smoker       |
| 24    | The Exhibitionist      |
| 25    | The Film Director      |
| 26    | The Foster Grandfather |
| 27    | Weird Things           |
| 28    | Divine Service         |
| 29    | Uncle Harry            |
| 30    | Shopping               |